# Onthophagus batesi
Onthophagus batesi é uma espécie de inseto do género Onthophagus da família Scarabaeidae da ordem Coleoptera. Foi descrita em 1963 por Howden & Cartwright.Mede 6 a 8 mm de comprimento e 4 a 5 mm de largura. Encontra-se em esterco de vaca, cavalo e outros, também em carniça, mas prefere esterco. Encontra-se desde o sul de Texas até Panamá.